# Codi d'honor
"Codi d'honor" (títol original en anglès "Code of Honor") és el quart episodi de la primera temporada de la sèrie de televisió de ciència-ficció estatunidenca Star Trek: La nova generació, es va emetre originalment el 12 d'octubre de 1987, en redifusió als Estats Units. L'episodi va ser escrit per Katharyn Powers i Michael Baron i va ser dirigit per Russ Mayberry. Mayberry va ser substituït durant el rodatge de l'episodi pel primer assistent de direcció Les Landau.
Ambientada al segle XXIV, la sèrie segueix les aventures de la tripulació de la nau de la Flota Estel·lar de la Federació Enterprise-D. En aquest episodi, mentre la nau visita el planeta Ligon II per recuperar una vacuna, la tripulant Tasha Yar (Denise Crosby) és segrestada pel líder dels ligonians. La raça compleix un estricte codi d'honor i el seu líder busca utilitzar Yar com a peó per augmentar el seu poder.
Powers i Baron van presentar una història basada en una raça rèptil seguint un codi d'honor similar al codi bushido del Samurai. Això es va convertir en la història final, que va ser descrita com a tema "Àfrica tribal de la dècada de 1940" per l'escriptor de l'equip Tracy Tormé. L'episodi va ser rebut negativament pel repartiment, la tripulació, els fans, i crítics, i s'ha considerat "probablement la pitjor peça de Star Trek mai feta".

## Argument
L'Enterprise arriba al planeta Ligon II per adquirir una vacuna necessària per combatre un brot de febre d'Anquil·les a Styris IV. La tripulació, amb poca informació sobre la cultura ligoniana, descobreix que segueix estrictes costums d'estatus similars a l'antiga Xina. Concretament, mentre que els homes en la seva cultura governen la societat, la terra mateixa està controlada per les dones. Lutan (Jessie Lawrence Ferguson), el líder ligonià, és transportada a Enterprise per proporcionar una mostra de la vacuna, i està impressionada per la tinent Tasha Yar com a cap de seguretat. Yar demostra encara més les seves habilitats d'aikido contra un oponent hologràfic de Lutan a l'holocoberta. Després d'un recorregut per la nau, Lutan i els ligonians segresten Yar mentre es transporten de tornada a la superfície. El capità Jean-Luc Picard (Patrick Stewart) exigeix que Lutan torni Yar, considerant el segrest un acte de guerra, però no rep resposta del planeta. Després de consultar amb els seus oficials, Picard determina que Lutan va prendre Yar en un "cop d'estat" com a mostra d'heroisme. En Picard es posa en contacte amb Lutan d'una manera més pacífica, que atorga permís a la tripulació de l' Enterprise per arribar al planeta i promet tornar Yar després d'un banquet en el seu honor.
Lutan anuncia al banquet que vol fer de Yar la seva "primera", sorprenent no sols a la tripulació de l' Enterprise sinó també a Yareena (Karole Selmon), que ja era la "primera" de Lutan. La Yareena repta Yar a una lluita a mort per recuperar la posició. Quan Picard s'oposa a la baralla, Lutan es nega a donar a l'Enterprise la resta de la vacuna tret que Yar hi participi. Els membres de la tripulació investiguen el ritual de combat i descobreixen que les armes utilitzades estan recobertes d'un verí letal i que és la riquesa de Yareena a la qual en Lutan deu la seva posició. Picard es prepara per fer arribar la Yar a l' Enterprise en cas que es faci mal a la batalla. A mesura que avança el combat, tant Yareena com Yar són iguals en habilitats, però Yar finalment dóna un cop a Yareena. Yar ràpidament cobreix Yareena i ordena el transport d'ambdós a l' Enterprise contra les demandes de Lutan. A bord de la nau, Beverly Crusher (Gates McFadden) arriba a Yareena moments després de la mort, però és capaç de contrarestar el verí i reviure el cos de la dona. Quan Lutan demana conèixer el destí de Yareena, Crusher revela que Yareena va morir, cedint així el combat a Yar i trencant el vincle de "primera". Yareena ara és lliure de seleccionar una nova parella; ella escull a Hagon (James Louis Watkins), un dels guardaespatlles de Lutan, que desposseeix efectivament a Lutan de la seva posició de poder i el converteix en el seu "segon". Hagon deixa anar Yar i li dóna a l'Enterprise el seu subministrament complet de vacuna.

## Repartiment i doblatge al català
La sèrie va ser doblada al català pels estudis Tramontana (primera part) i Soundtrack (segona part) i emesa a TV3 l’any 1991. Els dobladors de l'episodi foren:
| Personatge      | Actor/actriu             | Veu en català   |
| --------------- | ------------------------ | --------------- |
| Jean-Luc Picard | Patrick Stewart          | Joan Crosas     |
| William Riker   | Jonathan Frakes          | Antoni Forteza  |
| Data            | Brent Spinner            | Joaquim Sota    |
| Geordi La Forge | LeVar Burton             | Aleix Estadella |
| Worf            | Michael Dorn             | Enric Arquimbau |
| Beverly Crusher | Gates McFadden           | Pilar Rubiella  |
| Deanna Troi     | Marina Sirtis            | Alicia Laorden  |
| Tasha Yar       | Denise Crosby            | Teresa Manresa  |
| Wesley Crusher  | Will Wheaton             | Roger Pera      |
| Lutan           | Jessie Lawrence Ferguson | Toni Sevilla    |
| Hagon           | Julian Christopher       | Joan Pera       |
| Yareena         | Karole Selmon            | ?               |

## Producció
L'escriptora Katharyn Powers va ser convidada a presentar una història per a La nova generació ja que era amiga de l'escriptora de Star Trek D. C. Fontana. Al costat del seu company d'escriptura Michael Baron, Powers va presentar una història sobre una raça reptiliana anomenada "Tellisians" que seguia un codi d'honor semblant al dels samurai. Tanmateix, el guió i els extraterrestres van passar per diversos canvis abans d'arribar a la pantalla. Powers escriuria l'episodi de la Temporada 1 "Emancipació" per a Stargate SG-1 , que tenia temes similars a "Codi d'honor". El tema africà de l'episodi va ser introduït pel director Russ Mayberry, que va fer que els ligonians fossin interpretats totalment per actors afroamericans. Mayberry va ser acomiadat durant la producció pel creador del programa Gene Roddenberry, i el primer assistent de direcció Les Landau va completar l'episodi. L'autor de la novel·la de Star Trek Keith DeCandido va recordar més tard que això va ser a causa del propi càsting, mentre que el membre del repartiment Wil Wheaton (Wesley Crusher) pensava que va ser perquè Mayberry era racista amb les estrelles convidades després que fossin seleccionades.
L'escriptora Tracy Tormé no estava satisfeta amb el tema "Àfrica tribal dels 40" dels extraterrestres, i perquè l'escena de combat cap al final de l'episodi s'assemblava a la de . Lluiten Kirk contra Spock a l'episodi de La sèrie original "El temps de l'Amok". L'escriptor de 'Star Trek' Maurice Hurley va dir que va ser "una bona idea, però l'execució es va ensorrar. Un cop més, si prens aquest guió i si els has dit als actors que donin un gir diferent, aquest programa hauria estat diferent, però es va fer massa barroc i es va trencar. Però el concepte de tenir un noi que digués "He de fer que algú mati la meva dona i aquesta és la persona" és una bona idea. Alguns membres del repartiment, com Jonathan Frakes, va intentar evitar que l'episodi es tornés a emetre. Michael Dorn desitjava que no s'hagués fet l'episodi, i es va alegrar que no haver-hi participat. En una entrevista del 2012, Patrick Stewart va coincidir amb els fans que consideraven l'episodi de la temporada 2 "La mesura humana" "el primer episodi realment genial de la sèrie", afirmant que la primera temporada "va tenir diversos episodis bastant febles". En referència al "Codi d'Honor" en particular, va dir: "Puc pensar en un dels primers, que va involucrar una raça d'extraterrestres negres, del que tots ens sentim força avergonyits".
L'episodi també va veure la primera aparició de l'estructura de quadrícula negra i groga de l'holocoberta buida. Tanmateix, la unitat d'interfície utilitzada per Yar, que s'assemblava a un telèfon amb cable, no es va tornar a veure, i els membres de la tripulació utilitzaven ordres vocals per programar l'holocoberta en episodis futurs. El capità Picard va mostrar orgull de la seva herència francesa a aquest episodi. Aquesta peculiaritat del personatge es va repetir poques vegades, com en el següent episodi "L'últim destacament", i cantant "Frère Jacques" a "Desastre" mentre escapava d'un turboarbre amb tres nens.

## Recepció
"Codi d'honor" es va emetre en redifusió durant la setmana que va començar el 12 d'octubre de 1987. Va rebre una puntuació de Nielsen de 9,5, que reflecteix el percentatge de totes les llars mirant l'episodi durant la seva franja horària. Va ser inferior a les puntuacions rebudes pels dos episodis anteriors, però superior al 8,9 que va rebre el següent episodi, "L'últim destacament".
Diversos crítics van tornar a veure l'episodi després del final de la sèrie. El membre del repartiment Wil Wheaton el va revisar l'abril de 2008 per a AOL TV. Aleshores no recordava haver aparegut a l'episodi, i era la primera vegada  que el veia des de la seva emissió original. Va dir que no era bo, però que "no era tan obertament racista com recordava. Vull dir, certament no és tan racista com 'L'Àngel' és sexista, i si els ligonians no haguessin estat arbitràriament decidits a ser completament afroamericans, ni tan sols hauria estat un problema". Va dir que l'episodi és un exemple del tipus d'episodis de la primera temporada que hauria donat com a resultat que el programa es cancel·lés a mitja temporada si no hagués estat tan ben recolzat pels fans i no s'hagués produït directament en redifusió. James Hunt, escrivint per a Den of Geek, va afirmar que l'episodi era racista. Va dir que "això no és sols mala televisió, és obertament ofensiu, i sembla que fa tot el possible per desfer algunes de les lliçons més importants que la sèrie original va impartir uns 25 anys després que se suposa que les hem après". En general , va dir que aquesta era "probablement la pitjor peça de Star Trek mai feta".
Zack Handlen va revisar l'episodi per The A.V. Club l'abril de 2010. Va dir que els extraterrestres de l'episodi eren "una nota" i que, en general, "Codi d'honor" no va generar cap inversió emocional. Va donar a l'episodi una puntuació de C−, resumint-lo dient: "No estic segur de creure que un gran programa podria sortir de TNG després de veure'l. "Codi", però almenys podria dir que tenia una promesa sense semblar una eina completa." Keith DeCandido va veure "Codi d'honor" per a Tor.com el maig de 2011. Va pensar que l'episodi estava ple de tòpics, i diu que l'episodi només sembla racista pel càsting tot i que el guió no ho demanava. "Si els ligonians haguessin estat interpretats per blancs, res del diàleg canviaria, i ningú el titllaria de racista", va dir i li va donar una puntuació de dos sobre deu. Michelle Erica Green de TrekNation va pensar que l'episodi tenia un ritme molt lent, i que l'escena de baralla al final era "torda i incòmoda", cosa que suggereix que això tenia alguna cosa a veure amb l'oposició del repartiment i la tripulació a l'episodi en general. Tanmateix, va notar una qualitat redemptora de l'episodi, citant l'escena en què Geordi La Forge intenta explicar l'humor a Data.
Jamahl Epsicokhan al seu lloc web Jammer's Reviews, va donar a l'episodi mitja estrella sobre quatre, descrivint-lo com "absolutament terrible". Va pensar que representava una història més propera a la de La sèrie original dient: "Emplena tots els tòpics del llibre de regles del TOS, inclosos els costums alienígenes tontos, una lluita cos a cos a mort, engany intel·ligent del capità i papers de gènere estúpids interpretats de manera estúpida. La lluita fins a la mort és particularment inepta. Les seqüències d'acrobàcies rarament han semblat tan cursi. Un dels pitjors episodis Trek."
El 2016, els fans de la convenció del 50è aniversari de Star Trek van votar "Codi d'honor" com el segon pitjor episodi de qualsevol sèrie de Star Trek, només darrere de l'episodi final de Star Trek: Enterprise "These Are the Voyages...".
El 2017, Screen Rant va classificar "Codi d'honor" com el segon pitjor episodi de la franquícia Star Trek.

## Estrena en mitjans casolans
La primera estrena domèstica de "Codi de l'honor va ser en videocasset VHS el 5 de setembre de 1991, als Estats Units i al Canadà. L'episodi es va incloure més tard a la caixa de DVD de la primera temporada de Star Trek: La nova generació, llançat el març de 2002, i es va publicar com a part de la primera temporada Blu-ray establert el 24 de juliol de 2012.
Els episodis de "Trobada a Farpoint" a "Datalore" es van publicar al Japó a LaserDisc el 10 de juny de 1995, com a part de First Season Part.1. Aquest incloïa l'episodi de la primera temporada "Codi d'honor" i el conjunt té una durada total de 638 minuts en diversos discs de vídeo òptics de 12 polzades.